# Murayama Yusuke
Yusuke Murayama (sinh ngày 10 tháng 6 năm 1981) là một cầu thủ bóng đá người Nhật Bản.

## Sự nghiệp câu lạc bộ
Yusuke Murayama đã từng chơi cho Shonan Bellmare, Omiya Ardija và Oita Trinita.